# Ernest Harold Jones
Ernest Harold Jones (1877 – 1911) è stato un egittologo britannico.

## Biografia
Nel 1907 Jones succedette a Edward Russell Ayrton alla guida della missione di scavi effettuata nella Valle dei Re e supportata economicamente da Theodore Monroe Davis. Jones mantenne la guida della missione fino al 1911, quando morì di malaria.
Partecipò agli scavi delle tombe KV3 (figli di Ramses III), KV7 (Ramses II) e KV46 (Yuya e Tuia).